# The Silence of the Lambs (película)
The Silence of the Lambs (titulada El silencio de los corderos en España y El silencio de los inocentes en Hispanoamérica) es una película estadounidense de 1991, de los géneros de suspenso y terror psicológico, basada en la novela homónima de Thomas Harris publicada en 1988. La película, dirigida por Jonathan Demme y con guion de Ted Tally, está protagonizada por Jodie Foster en el papel de Clarice Starling, una joven estudiante en prácticas del FBI que es asignada al caso de «Buffalo Bill» (Ted Levine), un psicópata que arranca la piel de sus víctimas después de matarlas. Para atraparlo, Clarice deberá recurrir al asesoramiento del doctor Hannibal Lecter (Anthony Hopkins), un brillante psiquiatra que es además un asesino en serie y caníbal. También forman parte del reparto Scott Glenn, Anthony Heald, Brooke Smith y Kasi Lemmons.
The Silence of the Lambs fue estrenada en Estados Unidos el 14 de febrero de 1991, y recaudó 272,7 millones de dólares en todo el mundo frente a un presupuesto de 19 millones, convirtiéndose en la quinta película con mayor recaudación de 1991.  Fue estrenada en el 41.er Festival Internacional de Cine de Berlín, donde compitió por el Oso de Oro, y Demme ganó el Oso de Plata al mejor director. En la 64.ª edición de los premios Óscar se convirtió en la tercera y más reciente película en ganar los cinco premios principales: mejor película, mejor director, mejor actor, mejor actriz y mejor guion adaptado, un logro que hasta entonces solo habían conseguido It Happened One Night (1934) y One Flew Over the Cuckoo's Nest (1975). Hasta la fecha, es la única película de terror que ha ganado el Óscar y la tercera en ser candidata, después de El exorcista (1973) y Tiburón (1975).
The Silence of the Lambs es a menudo citada por críticos, directores de cine y espectadores como una de las mejores y más influyentes películas de todos los tiempos. En 2018, la revista Empire la colocó en el puesto 48 de su lista de las 500 mejores películas de la historia. El American Film Institute la colocó en el quinto puesto de su lista de los 100 mejores thrillers, y los personajes de Clarice Starling y Hannibal Lecter fueron incluidos en las listas de 100 mejores héroes y villanos, respectivamente. Fue también considerada como «cultural, histórica o estéticamente significativa» por la Biblioteca del Congreso de Estados Unidos, y seleccionada para ser preservada en el National Film Registry en 2011. Fue sucedida por una secuela, Hannibal (2001), y dos precuelas: Red Dragon (2002) y Hannibal, el origen del mal (2007).

## Argumento
Clarice Starling, una joven estudiante y agente en prácticas del FBI, interrumpe su rutina de entrenamiento en los bosques de Quantico (Virginia), al ser requerida en la oficina de Jack Crawford, jefe de la Unidad de Ciencias del Comportamiento. Crawford encarga a Clarice que acuda a entrevistar a Hannibal Lecter, un antiguo psiquiatra forense dotado de una extraordinaria inteligencia y también un peligroso asesino en serie y caníbal, que se encuentra encarcelado. El objetivo de la entrevista es que Lecter acceda a rellenar un cuestionario que aporte al FBI información acerca de «Buffalo Bill», un psicópata que secuestra y mata a mujeres jóvenes para después arrancarles la piel.  
Clarice acude al Hospital Estatal de Baltimore para Criminales Dementes, cuyo director, el doctor Frederick Chilton, flirtea descaradamente con ella antes de conducirla hasta la celda de Lecter. Éste se muestra inicialmente cortés y educado con ella, pero se niega a ayudarla cuando descubre las verdaderas intenciones de Crawford al enviarla allí. Mientras Clarice se dirige a la salida, uno de los presos, Miggs, le arroja su semen, lo cual ofende a Lecter, que decide entonces proporcionar una pista a Clarice y le da el nombre de una antigua paciente suya. Esta indicación lleva a Clarice hasta un viejo almacén abandonado, donde encuentra la cabeza decapitada de un hombre dentro de un tarro de cristal. Clarice regresa a hablar de nuevo con Lecter, quien le dice que el hombre era un paciente suyo llamado Benjamin Raspail y está relacionado con Buffalo Bill. Después se ofrece a realizar el perfil psicológico del criminal a cambio de ser transferido a otra institución lejos del doctor Chilton, a quien detesta. 
En Tennessee, Buffalo Bill secuestra a Catherine Martin, hija de la senadora Ruth Martin. Mientras tanto, en el condado de Clay (Virginia Occidental) es encontrado el cadáver de una de sus víctimas. Clarice participa en la autopsia junto a Crawford y descubre que el cadáver tiene introducida en la garganta una crisálida de mariposa, que resulta ser de la especie Acherontia styx. Mientras tanto, la senadora Martin se dirige públicamente al secuestrador por televisión para pedirle que libere a su hija, lo que aumenta el pánico en el país. Crawford autoriza entonces a Clarice para que presente a Lecter una falsa oferta de traslado, con el objetivo de que coopere para capturar a Buffalo Bill y rescatar a Catherine. Sin embargo, Lecter exige a Clarice un quid pro quo, mediante el cual le dará la información que busca sobre Buffalo Bill a cambio de que ella le revele detalles de su vida personal. Clarice acepta y le habla del asesinato de su padre cuando ella tenía diez años. A su vez, Lecter le explica que Bill busca transformarse y es presa de una obsesión que le hace creer que es transexual, lo cual se refleja en la metamorfosis de la crisálida. Después añade que Bill no nació criminal, sino que se convirtió en ello al sufrir años de abuso sistemático, y que la búsqueda de cambio se debe al odio que siente hacia sí mismo.  
Mientras, Chilton escucha en secreto la conversación y revela posteriormente a Lecter que la oferta de Clarice era falsa, para a continuación ofrecerle un nuevo trato del que también espera beneficiarse él. Lecter acepta y es trasladado a Memphis en condiciones de máxima seguridad. En el aeropuerto de Memphis, Lecter se entrevista con la senadora Martin y la atormenta aprovechándose de su angustia. Después le revela varios datos sobre Buffalo Bill, pero también da un nombre falso, «Louis Friend», que en realidad es un anagrama que Clarice descubre. Con esta nueva información, el FBI emprende de nuevo la búsqueda de Buffalo Bill para salvar a Catherine. 
Al día siguiente, Clarice va a visitar a Lecter, que ha sido reubicado en una celda en el Palacio de Justicia del condado de Shelby, y le exige la verdad. Lecter responde que toda la información que necesita está en el expediente sobre Buffalo Bill, y a continuación insiste en continuar con su quid pro quo. Clarice le relata un traumático incidente de su infancia en el rancho de sus tíos, a donde fue a vivir tras la muerte de su padre. Una noche se despertó al oír los gritos de los corderos destinados al matadero e intentó salvar a uno de ellos, sin conseguirlo. Lecter le pregunta si aún sigue oyendo esos gritos en su mente y si cree que salvando a Catherine logrará acallarlos, lo cual ella admite. Lecter devuelve a Clarice el expediente del caso justo antes de que Chilton llegue y ordene a la policía que la conduzca a la salida. Esa noche, Lecter escapa de su celda asesinando brutalmente a los dos guardias que le vigilan y haciéndose pasar por uno de ellos, disfrazándose con su uniforme y arrancándole la piel de la cara para usarla a modo de máscara, fingiendo así estar gravemente herido y logrando ser evacuado en ambulancia.  
Más tarde, Ardelia Mapp, la compañera de estudios de Clarice, le informa de que han encontrado la ambulancia en la que Lecter escapó y al personal médico muerto, y también a un turista al que ha asesinado para robarle la ropa y el dinero. Siguiendo las indicaciones de Lecter, Clarice y Ardelia deducen que Buffalo Bill conocía a su primera víctima, Frederika Bimmel, y que deben redirigir la investigación hacia ella. Clarice viaja hasta Belvedere (Ohio), donde visita la casa de Frederika y descubre que era costurera. Las prendas del armario de la joven asesinada tienen parches idénticos a la piel arrancada de las víctimas. Clarice deduce entonces que Buffalo Bill busca transformarse haciéndose un vestido de mujer con piel humana. De inmediato telefonea a Crawford, quien le informa de que la teoría de la transexualidad coincide con uno de los casos de cambio de sexo rechazados por el hospital Johns Hopkins: Jame Gumb, quien años antes también había importado orugas vivas de Surinam y vive en Calumet City (Illinois), a las afueras de Chicago. Clarice se ofrece a viajar hasta allí, pero Crawford le encarga que encuentre el vínculo de Gumb con Frederika Bimmel, por lo que Clarice se queda en Belvedere interrogando a amigos y conocidos de esta.
Crawford y su equipo llegan a la dirección de Gumb en Illinois, pero encuentran la casa vacía. Mientras, Clarice llega a la casa de una mujer para quien Frederika trabajaba, donde la recibe el propio Jame Gumb, quien dice llamarse «Jack Gordon». Al ver una Acherontia styx volando y posándose sobre uno de los ovillos de costura, Clarice se da cuenta de que ha dado con el asesino. Le pide usar su teléfono y, al ver que ha sido descubierto, Gumb huye hacia el enorme sótano de la casa. Clarice le persigue y allí encuentra a Catherine encerrada en un pozo. Gumb apaga las luces y deja el sótano en total oscuridad. Utilizando unas gafas de visión nocturna, Gumb sigue a Clarice y se dispone a dispararla por detrás. Al oír el sonido del percutor, Clarice se vuelve rápidamente y dispara su arma sobre Gumb, que cae muerto. El FBI llega y rescata a Catherine.
Durante su ceremonia de graduación como agente especial del FBI, Clarice recibe una llamada telefónica de Lecter, que se encuentra en un aeropuerto en Bimini y le pregunta si los corderos han dejado de gritar. También le dice que no tiene ninguna intención de ir tras ella y le pide que haga lo mismo con él, pero Clarice responde que no puede prometer eso. Lecter se despide diciendo que va a «cenar con un viejo amigo» y cuelga el teléfono al mismo tiempo que observa a Chilton, que acaba de llegar allí en avión y solicita medidas de seguridad al policía que le recibe, mientras Lecter empieza a seguirle caminando lentamente tras él a cierta distancia.

## Reparto
- Jodie Foster – Clarice Starling

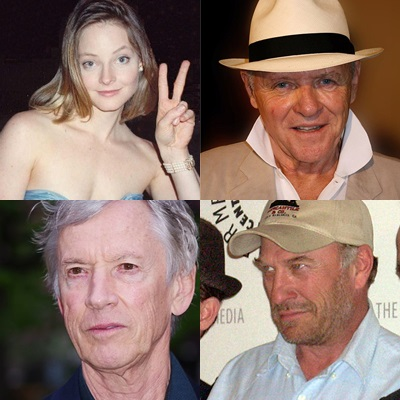
Los actores Jodie Foster, Anthony Hopkins, Scott Glenn y Ted Levine, protagonistas de la película.

- Anthony Hopkins – Dr. Hannibal Lecter
- Scott Glenn – Jack Crawford
- Ted Levine – Jame Gumb / «Buffalo Bill»
- Anthony Heald – Dr. Frederick Chilton
- Brooke Smith – Catherine Martin
- Diane Baker – Senadora Ruth Martin
- Kasi Lemmons – Ardelia Mapp
- Charles Napier – Teniente Boyle
- Danny Darst – Sargento Tate
- Alex Coleman – Sargento Jim Pembry
- Ron Vawter – Paul Krendler
- Frankie Faison – Barney Matthews
- Tracey Walter – Lamar
- Dan Butler – Roden
- Paul Lazar – Pilcher
- Chris Isaak – Comandante SWAT
- Daniel von Bargen – Comunicador SWAT
- Roger Corman – Director del FBI
- George A. Romero – Agente del FBI en Memphis (no acreditado)

## Producción

### Desarrollo
The Silence of the Lambs está basada en la novela homónima de Thomas Harris, publicada en 1988. Es la segunda película en la que aparece el personaje de Hannibal Lecter; la primera, Manhunter (1986), también es una adaptación de otra novela de Harris, El dragón rojo (1981). Antes de la publicación de la novela, Orion Pictures se asoció con Gene Hackman para adaptarla al cine. Hackman iba a dirigir la película y posiblemente también interpretaría a Jack Crawford, y se acordó dividir el coste de 500.000 dólares de los derechos de la novela entre Hackman y el estudio. Los productores también tuvieron que adquirir los derechos del personaje de Hannibal Lecter, que entonces eran propiedad del productor de Manhunter, Dino De Laurentiis. Debido al fracaso financiero de Manhunter, De Laurentiis cedió gratis los derechos a Orion.
En noviembre de 1987, Ted Tally fue contratado para escribir el guion. Tally ya conocía a Harris y estaba interesado en adaptar The Silence of the Lambs al cine desde que Harris le entregó una copia anticipada de la novela. Cuando Tally estaba a la mitad de la escritura del primer borrador, Hackman se retiró del proyecto, dejándolo sin financiación. Sin embargo, uno de los fundadores de Orion, Mike Medavoy, animó a Tally a seguir escribiendo mientras que el estudio se ocupaba de la financiación y de buscar a otro director. Orion eligió al director Jonathan Demme para que se pusiera al frente del proyecto. Con el guion aún sin terminar, Demme aceptó tras leer la novela. A partir de entonces, el proyecto avanzó con rapidez. Tally dijo: «[Demme] leyó mi primer borrador poco después de terminarlo, nos reunimos y me quedé sorprendido de lo rápido que fue todo. Nos reunimos en mayo de 1989 y en noviembre estábamos rodando. No recuerdo que se hiciera ninguna revisión importante».

### Casting

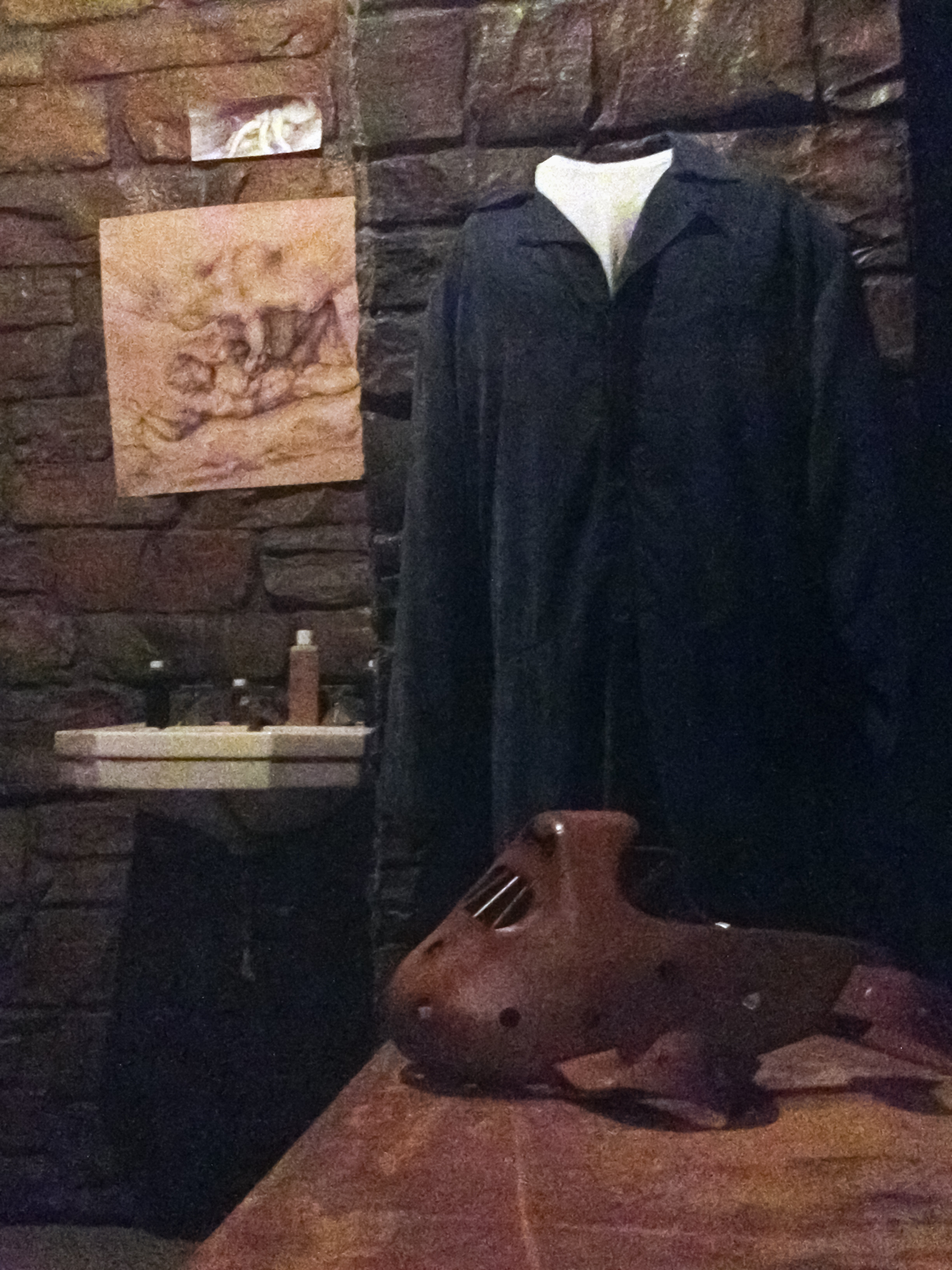
Recreación de la celda de Hannibal Lecter según aparece en la película, junto con su icónica máscara, en el Hollywood Museum de Los Ángeles.

Jodie Foster se interesó por interpretar a Clarice Starling inmediatamente después de leer la novela. Sin embargo, a pesar de que Foster acababa de ganar un Óscar por su interpretación en Acusados (1988), Demme no estaba convencido de que fuera adecuada para el papel. Su primera elección fue Michelle Pfeiffer, con quien acababa de trabajar en Married to the Mob (1988). Sin embargo, Pfeiffer lo rechazó porque no se sentía cómoda con el tema de la película. A continuación, Demme le ofreció el papel a Meg Ryan, que también lo rechazó por el mismo motivo, y después a Laura Dern, en quien el estudio no confiaba demasiado al no considerarla rentable.  Finalmente, Foster se hizo con el papel por su pasión e interés por el personaje. Molly Ringwald también se presentó a la prueba, pero fue rechazada al ser considerada «demasiado joven».
Para el papel de Hannibal Lecter, la primera opción de Demme fue Sean Connery. Después de que Connery lo rechazara, Demme ofreció el papel a Anthony Hopkins. Cuando su agente le dijo que había recibido un guion titulado The Silence of the Lambs, Hopkins preguntó si se trataba de una historia infantil. Después de leer las diez primeras páginas, Hopkins llamó a su agente y le dijo que era el mejor papel que había leído nunca. Cuando supo que Demme había pensado en él para interpretar a Hannibal Lecter después de ver su actuación en la película El hombre elefante (1980), en la que interpretaba al doctor Frederick Treves, Hopkins le dijo: «Pero el doctor Treves era un buen hombre», a lo que Demme respondió: «Lecter también es un buen hombre, pero atrapado en una mente perturbada».
Otros actores considerados para el papel fueron Al Pacino, Robert De Niro, Dustin Hoffman, Derek Jacobi y Daniel Day-Lewis. Forest Whitaker reveló que también hizo la audición para el papel. La máscara que lleva Hopkins en una de las escenas y que se ha convertido en uno de los elementos más icónicos de la película fue fabricada por Ed Cubberly, de Frenchtown (Nueva Jersey), que hacía máscaras para los guardametas de la NHL.
Para interpretar a Lecter, Hopkins se inspiró en la voz de la computadora HAL 9000 (interpretada por Douglas Rain) de la película 2001: A Space Odyssey (1968), y en la cadencia vocal del escritor Truman Capote. Al contrario de lo que se cree, Hopkins afirmó en una entrevista con GQ en 2021 que no basó la voz de Lecter en la de Katharine Hepburn, y que su decisión de hacer que el personaje no parpadeara y se mantuviera casi totalmente inmóvil no estuvo inspirada en Charles Manson.
Foster y Hopkins no se dirigieron la palabra en todo el rodaje, y solo se vieron para filmar sus escenas juntos. Foster evitó deliberadamente a Hopkins porque le encontraba aterrador, mientras que él reconoció que se sentía intimidado por ella porque acababa de ganar un Óscar.
Gene Hackman iba a interpretar a Jack Crawford, el agente a cargo de la Unidad de Ciencias del Comportamiento del FBI en Quantico, pero se retiró del proyecto por considerar el guion demasiado violento. El papel fue finalmente interpretado por Scott Glenn. Para preparar su papel, Glenn se reunió con John E. Douglas, agente del FBI y en quien está inspirado el personaje de Crawford, que le mostró las instalaciones de la agencia en Quantico y también una cinta de audio con varias grabaciones que hicieron los asesinos en serie Lawrence Bittaker y Roy Norris mientras violaban y torturaban a una joven de 16 años. Según el propio Douglas, Glenn lloró al escuchar las grabaciones y cambió su opinión liberal sobre la pena de muerte.

### Rodaje
El rodaje de The Silence of the Lambs tuvo lugar del 15 de noviembre de 1989 al 1 de marzo de 1990. Se llevó a cabo mayoritariamente en Pittsburgh, y algunas escenas se rodaron en la cercana Virginia Occidental. La casa utilizada en el rodaje como la casa de Buffalo Bill se encuentra en Perryopolis (Pensilvania), y fue puesta a la venta en agosto de 2015 por 300.000 dólares. La casa se mantuvo en el mercado durante casi un año, y finalmente fue vendida por 195.000 dólares. Un antiguo hospital psiquiátrico y reformatorio cerca de Canonsburg fue utilizado como el exterior del Hospital Estatal de Baltimore para Criminales Dementes, donde Hannibal Lecter está encarcelado. Una escena ambientada en la oficina del director del FBI fue rodada en la oficina del secretario de Trabajo de los Estados Unidos, cargo que aquel momento ocupaba Elizabeth Dole. En lo que entonces fue una inusual cooperación, el FBI accedió a que se rodaran algunas escenas en su academia de Quantico. Algunos miembros del personal del FBI incluso actuaron en pequeños papeles.
El diseño del sótano y el pozo utilizados por Buffalo Bill fue inspirado por los secuestros y asesinatos perpetrados por Gary Heidnik.

### Banda sonora
La banda sonora de la película fue compuesta por Howard Shore, quien volvería a colaborar con Demme en Philadelphia (1993). Fue grabada en Múnich durante la segunda mitad del verano de 1990, e interpretada por la orquesta sinfónica de dicha ciudad. «Traté de escribir de una manera que fuera directamente a la trama de la película», explicó Shore. «Traté de hacer que la música encajara. Cuando ves la película no eres consciente de la música, sino que recibes sensaciones de todos los elementos simultáneamente: iluminación, cinematografía, vestuario, actuación, y música. Jonathan Demme fue muy específico acerca de la música». La editora musical fue Suzana Peric. El álbum fue publicado por MCA Records el 5 de febrero de 1991. La música de la película fue utilizada más tarde en los tráileres de su secuela, Hannibal.
Además de la partitura de Shore, en la película también se escuchan canciones de diferentes géneros como el post-punk  británico, con la canción Hip Priest de The Fall, que se escucha durante la escena en la que Clarice entra en la casa de Buffalo Bill. La canción Goodbye Horses de Q Lazzarus alcanzó un estado de culto después de escucharse en una de las escenas más icónicas de la película, cuando Buffalo Bill se maquilla y habla consigo mismo frente al espejo.

| The Silence of the Lambs: The Original Motion Picture Score |                        |          |  |
| N.º                                                         | Título                 | Duración |  |
| 1.                                                          | «Main Title»           | 5:04     |  |
| 2.                                                          | «The Asylum»           | 3:53     |  |
| 3.                                                          | «Clarice»              | 3:03     |  |
| 4.                                                          | «Return to the Asylum» | 2:35     |  |
| 5.                                                          | «The Abduction»        | 3:01     |  |
| 6.                                                          | «Quid Pro Quo»         | 4:41     |  |
| 7.                                                          | «Lecter in Memphis»    | 5:41     |  |
| 8.                                                          | «Lambs Screaming»      | 5:34     |  |
| 9.                                                          | «Lecter Escapes»       | 5:06     |  |
| 10.                                                         | «Belvedere, Ohio»      | 3:32     |  |
| 11.                                                         | «The Moth»             | 2:20     |  |
| 12.                                                         | «The Cellar»           | 7:02     |  |
| 13.                                                         | «Finale»               | 4:50     |  |

## Estreno
The Silence of the Lambs fue estrenada en Estados Unidos el 14 de febrero de 1991. Obtuvo una recaudación de casi 14 millones de dólares en 1.497 salas durante el fin de semana del Día de los Presidentes y alcanzó el primer puesto de la taquilla estadounidense, en el que se mantuvo durante cinco semanas.
El estreno en el Reino Unido tuvo lugar en junio de 1991, en el Odeon Leicester Square de Londres, y recaudó 290 936 libras en su primer fin de semana, lo cual, según Rank Organisation, fue un récord mundial de recaudación de un estreno en una sola sala. La semana siguiente se amplió a 281 salas y recaudó un total de 4 260 472 libras, lo que fue un récord en el país.
La película recaudó 131 millones de dólares en Estados Unidos y Canadá, y un total de 273 millones de dólares en todo el mundo. Fue la cuarta película con mayor recaudación en Norteamérica de 1991, y la quinta en todo el mundo.
| Fechas de estreno (Fuente: IMDb) | |                 |                         |
| País                             | Fecha de estreno | País            | Fecha de estreno        |
| Estados Unidos                   | 30 de enero de 1991 (estreno en Nueva York) 1 de febrero (estreno en Century City, California) 14 de febrero de 1991 | Brasil          | 17 de mayo de 1991      |
| Canadá                           | 14 de febrero de 1991                                                                                                | Reino Unido     | 31 de mayo de 1991      |
| Alemania                         | 15 de febrero de 1991 (Festival Internacional de Cine de Berlín) 11 de abril de 1991                                 | Argentina       | 6 de junio de 1991      |
| Italia                           | 5 de marzo de 1991 7 de marzo de 1991 (Milán)                                                                        | Serbia          | 7 de junio de 1991      |
| Noruega                          | 14 de marzo de 1991                                                                                                  | Irlanda Japón   | 14 de junio de 1991     |
| Grecia Suecia                    | 22 de marzo de 1991                                                                                                  | Corea del Sur   | 15 de junio de 1991     |
| Perú                             | 4 de abril de 1991                                                                                                   | Filipinas       | 16 de junio de 1991     |
| Francia                          | 10 de abril de 1991                                                                                                  | España Portugal | 6 de septiembre de 1991 |
| Austria Países Bajos             | 12 de abril de 1991                                                                                                  | Uruguay         | 2 de octubre de 1991    |
| Suiza                            | 12 de abril de 1991 (región germanoparlante) 17 de abril de 1991 (región francoparlante)                             | India Turquía   | 11 de octubre de 1991   |
| Dinamarca                        | 19 de abril de 1991                                                                                                  | Checoslovaquia  | 24 de octubre de 1991   |
| Israel                           | 26 de abril de 1991                                                                                                  | Polonia         | 10 de enero de 1992     |
| Australia                        | 9 de mayo de 1991 | Hungría         | 27 de marzo de 1992     |
| Hong Kong                        | 10 de mayo de 1991                                                                                                   | México          | 24 de mayo de 1992      |

### Crítica
The Silence of the Lambs fue un «éxito durmiente» que poco a poco fue consiguiendo un éxito generalizado y el aplauso de la crítica. Foster, Hopkins y Levine recibieron múltiples elogios por sus actuaciones. La plataforma de reseñas Rotten Tomatoes indica que el 95% de 153 críticos han dado una puntuación positiva a la película, con una calificación media de 8,8 sobre 10. El consenso de los críticos del sitio web dice: «El inteligente y tenso thriller del director Jonathan Demme se balancea entre el estudio psicológico y el terror total, y se beneficia enormemente de las actuaciones estelares de Anthony Hopkins y Jodie Foster». Metacritic, otro sitio web de reseñas, asignó a la película una puntuación promedio ponderada de 86 sobre 100, basada en 20 reseñas de críticos convencionales, lo que indica «aclamación universal». Las audiencias encuestadas por CinemaScore dieron a la película una calificación promedio de «A−» en una escala de A+ (sobresaliente) a F (suspenso).
Roger Ebert, del Chicago Sun-Times, mencionó específicamente las «aterradoras cualidades» de Hannibal Lecter. Más tarde, Ebert agregó la película a su libro The Great Movies, reconociéndola como una «obra maestra del terror» junto con clásicos como Nosferatu (1922), Psicosis (1960) y Halloween (1978). Sin embargo, la película también es notable por ser una de las dos ganadoras de varios Óscar (la otra es Unforgiven) que han recibido una crítica desfavorable del colega de Ebert, Gene Siskel. En su reseña para el Chicago Tribune, Siskel escribió: «El personaje de Foster, que es atractivo, queda empequeñecido por los monstruos a los que persigue. Preferiría verla trabajar en otro caso».

### Premios y reconocimientos
La película ganó los cinco Óscar principales: mejor película, mejor director (Demme), mejor actor (Hopkins), mejor actriz (Foster) y mejor guion adaptado (Ted Tally), convirtiéndose en la tercera película en conseguir este logro, después de It Happened One Night (1934) y One Flew Over the Cuckoo's Nest (1975). Ninguna otra película ha vuelto a conseguirlo desde entonces. También fue nominada a mejor sonido y mejor montaje, pero perdió frente a Terminator 2: el juicio final y JFK, respectivamente. Hopkins ganó el premio a pesar de que solo aparece en la película un total de 25 minutos, siendo una de las interpretaciones más breves de la historia en ganar un Óscar.
Otros premios incluyeron el de mejor película otorgado por la National Board of Review. Demme ganó el Oso de Plata a la mejor dirección en la 41.ª edición del Festival Internacional de Cine de Berlín, y también fue nominado al Globo de Oro al mejor director. La película fue nominada al Gran Premio otorgado por la Asociación Belga de Críticos de Cine y al BAFTA a la mejor película. El guionista Ted Tally ganó también un premio Edgar al mejor guion cinematográfico.
En 1998, la película fue incluida en la lista de las 100 mejores películas del cine estadounidense, elaborada por el American Film Institute. En 2006, el cartel original de The Silence of the Lambs fue nombrado el mejor cartel de cine «de los últimos 35 años». La escena de la fuga de Lecter fue colocada en el séptimo puesto de la lista The 100 Scariest Movie Moments elaborada por el canal Bravo. El American Film Institute colocó a Hannibal Lecter (interpretado por Hopkins) en el primer puesto de los mejores villanos cinematográficos; y a Clarice Starling (interpretada por Foster), en el sexto puesto de los mejores héroes cinematográficos. En 2011, la cadena ABC emitió un programa especial titulado Best in Film: The Greatest Movies of Our Time, que clasificaba las mejores películas elegidas por el público según los resultados de una encuesta realizada por la propia ABC y la revista People. The Silence of the Lambs fue elegida como la mejor película de suspense; y Hannibal Lecter, como el cuarto mejor personaje cinematográfico.
La película y sus personajes fueron incluidos en varias listas de la serie AFI 100 años...:
- AFI's 100 años... 100 películas – N.º 65
- AFI's 100 años... 100 películas de suspense – N.º 5
- AFI's 100 años... 100 héroes y villanos
  - Clarice Starling – N.º 6 (héroes)
  - Hannibal Lecter – N.º 1 (villanos)
- AFI's 100 años... 100 frases:
  - Uno del censo intentó hacerme una encuesta. Me comí su hígado acompañado de habas y un buen Chianti. – N.º 21
- AFI's 100 años... 100 películas (edición 10.º aniversario) – N.º 74

En 2015, con motivo del 25.º aniversario de Entertainment Weekly, la revista incluyó The Silence of the Lambs en su lista de las 25 mejores películas realizadas desde su fundación.
| Año  | Premio                                   | Categoría                 | Nominado(s)                                              | Resultado |
| ---- | ---------------------------------------- | ------------------------- | -------------------------------------------------------- | --------- |
| 1991 | Festival Internacional de Cine de Berlín | Oso de Oro                | Oso de Oro                                               | Nominada  |
| 1991 | Festival Internacional de Cine de Berlín | Mejor director            | Jonathan Demme                                           | Ganador   |
| 1992 | Premios Óscar (64.ª edición)             | Mejor película            | Edward Saxon Kenneth Utt Ronald M. Bozman                | Ganadores |
| 1992 | Premios Óscar (64.ª edición)             | Mejor director            | Jonathan Demme                                           | Ganador   |
| 1992 | Premios Óscar (64.ª edición)             | Mejor actor               | Anthony Hopkins                                          | Ganador   |
| 1992 | Premios Óscar (64.ª edición)             | Mejor actriz              | Jodie Foster                                             | Ganadora  |
| 1992 | Premios Óscar (64.ª edición)             | Mejor guion adaptado      | Ted Tally                                                | Ganador   |
| 1992 | Premios Óscar (64.ª edición)             | Mejor montaje             | Craig McKay                                              | Nominado  |
| 1992 | Premios Óscar (64.ª edición)             | Mejor sonido              | Tom Fleischman Christopher Newman                        | Nominados |
| 1992 | Premios Globo de Oro (49.ª edición)      | Mejor película dramática  | Mejor película dramática                                 | Nominada  |
| 1992 | Premios Globo de Oro (49.ª edición)      | Mejor director            | Jonathan Demme                                           | Nominado  |
| 1992 | Premios Globo de Oro (49.ª edición)      | Mejor actor - Drama       | Anthony Hopkins                                          | Nominado  |
| 1992 | Premios Globo de Oro (49.ª edición)      | Mejor actriz - Drama      | Jodie Foster                                             | Ganadora  |
| 1992 | Premios Globo de Oro (49.ª edición)      | Mejor guion               | Ted Tally                                                | Nominado  |
| 1992 | Premios BAFTA (45.ª edición)             | Mejor película            | Edward Saxon Kenneth Utt Ronald M. Bozman Jonathan Demme | Nominados |
| 1992 | Premios BAFTA (45.ª edición)             | Mejor director            | Jonathan Demme                                           | Nominado  |
| 1992 | Premios BAFTA (45.ª edición)             | Mejor actor               | Anthony Hopkins                                          | Ganador   |
| 1992 | Premios BAFTA (45.ª edición)             | Mejor actriz              | Jodie Foster                                             | Ganadora  |
| 1992 | Premios BAFTA (45.ª edición)             | Mejor guion adaptado      | Ted Tally                                                | Nominado  |
| 1992 | Premios BAFTA (45.ª edición)             | Mejor música original     | Howard Shore                                             | Nominado  |
| 1992 | Premios BAFTA (45.ª edición)             | Mejor fotografía          | Tak Fujimoto                                             | Nominado  |
| 1992 | Premios BAFTA (45.ª edición)             | Mejor montaje             | Craig McKay                                              | Nominado  |
| 1992 | Premios BAFTA (45.ª edición)             | Mejor sonido              | Skip Lievsay Christopher Newman Tom Fleischman           | Nominados |
| 1992 | Premios Saturn (18.ª edición)            | Mejor película de terror  | Mejor película de terror                                 | Ganadora  |
| 1992 | Premios Saturn (18.ª edición)            | Mejor director            | Jonathan Demme                                           | Nominado  |
| 1992 | Premios Saturn (18.ª edición)            | Mejor actor               | Anthony Hopkins                                          | Ganador   |
| 1992 | Premios Saturn (18.ª edición)            | Mejor actriz              | Jodie Foster                                             | Nominada  |
| 1992 | Premios Saturn (18.ª edición)            | Mejor guion               | Ted Tally                                                | Ganador   |
| 1992 | Premios Saturn (18.ª edición)            | Mejor banda sonora        | Howard Shore                                             | Nominado  |
| 1992 | Premios Saturn (18.ª edición)            | Mejor maquillaje          | Carl Fullerton Neal Martz                                | Ganadores |
| 1992 | Premios Saturn (18.ª edición)            | Mejor vestuario           | Colleen Atwood                                           | Nominada  |
| 1992 | Premios César (17.ª edición)             | Mejor película extranjera | Mejor película extranjera                                | Nominada  |

## Secuela y precuelas
En 2001 fue estrenada la secuela Hannibal, basada en la novela homónima y de nuevo protagonizada por Anthony Hopkins en el papel de Hannibal Lecter. El director Jonathan Demme y Jodie Foster declinaron participar debido a discrepancias con el guion. La película fue dirigida por Ridley Scott y el personaje de Clarice Starling fue interpretado por Julianne Moore. Hopkins volvió a interpretar a Lecter por tercera y última vez en la precuela Red Dragon (2002), adaptación de la novela homónima, que ya había sido llevada al cine en 1986 con el título de Manhunter. En 2007 se estrenó otra precuela, Hannibal, el origen del mal, basada en la novela homónima y protagonizada por Gaspard Ulliel. La serie de televisión Clarice (2021), protagonizada por Rebecca Breeds como Clarice Starling, transcurre después de los sucesos de The Silence of the Lambs. La serie Hannibal (2013-2015) es otra adaptación de las novelas El dragón rojo y Hannibal: El origen del mal, por lo que narra sucesos anteriores a The Silence of the Lambs.

## Legado
En los años posteriores a su estreno, The Silence of the Lambs fue objeto de críticas por su planteamiento de la sexualidad y de las conductas sexuales. A lo largo de la película, la condición de mujer de Clarice Starling es puesta de relieve como elemento distintivo del personaje, al estar en minoría entre sus numerosos compañeros masculinos, aunque según el periodista especializado en cine Barry Forshaw, «ningún elemento feminista es formulado claramente de forma verbal».
Algunos críticos homosexuales y feministas consideraron que la interpretación del personaje de Buffalo Bill asociaba a la comunidad LGBT con comportamientos desviados, violentos y psicopáticos. A pesar de ello, la orientación sexual del personaje no es mencionada explícitamente en la película, y Lecter afirma que Bill «no es un verdadero transexual». El director Jonathan Demme argumentó que estas críticas eran erróneas, y declaró a The New York Times que «recibí mucho abuso infundado... [Buffalo Bill] no era un personaje homosexual. Era un hombre atormentado que se odiaba a sí mismo y deseaba ser mujer porque eso le habría alejado todo lo posible de sí mismo». Demme añadió que «se dio cuenta de que hay una tremenda ausencia de personajes gays positivos en las películas». A pesar de ello, en los años posteriores, la película (y su afirmación de que Bill «no es un verdadero transexual») ha recibido críticas de transfobia por parte del transfeminismo, afirmando que es «uno de los ejemplos más significativos e impactantes de transmisoginia en la cultura popular» y que «alienta la incredulidad en la autodeterminación de las personas trans».
En una entrevista para Playboy en 1992, la feminista y activista de los derechos de la mujer Betty Friedan afirmó: «Me pareció absolutamente escandaloso que The Silence of the Lambs ganara cuatro [sic] Óscar [...] No estoy diciendo que la película no debería haberse exhibido. No niego que la película fuera un triunfo artístico, pero trataba sobre el destripamiento y sobre el desollamiento de mujeres. Eso es lo que me parece ofensivo. No el póster central de Playboy».
Según el periódico The Guardian, antes de The Silence of the Lambs los asesinos en serie de las películas eran «hombres del saco con garras, caras derretidas y máscaras de goma. En cambio, Lecter era muy inteligente y tenía modales impecables», y estaba interpretado por un actor con «credenciales impecables».
Cuando The Silence of the Lambs fue reestrenada en el Reino Unido en 2017, la Agencia Británica de Clasificación de Películas (BBFC, por sus siglas en inglés) cambió su clasificación por edades de «apta para mayores de 18 años» a «apta para mayores de 15 años». Uno de los productores de la película, Ed Saxon, dijo que el público se había vuelto más insensible y la película era menos impactante. Sin embargo, Craig Lapper de la BBFC, opinó que la razón era que el público se había acostumbrado a los dramas policiales con asesinos en serie, y sugirió que The Silence of the Lambs había contribuido a crear interés en esos temas.
Donald Trump se refirió varias veces a Hannibal Lecter y a The Silence of the Lambs durante su campaña presidencial en 2024, diciendo que otros países estaban «arrojando» a sus «pacientes de manicomios» y prisioneros condenados en el país, y comparó a los inmigrantes con el famoso caníbal ficticio, al que definió como «un hombre maravilloso».